# Laurent Fargues
Pour les articles homonymes, voir Fargues.
Laurent Fargues (né le 19 juin 1975 à Cagnes-sur-Mer) est un mathématicien français.

## Biographie
Fargues soutient en 2001 une thèse préparée sous la direction de Michael Harris à l'Université Paris-Diderot (Institut de mathématiques de Jussieu), (titre de la thèse : Correspondances de Langlands locale dans la cohomologie des espaces de Rapoport-Zink.) et soutient une habilitation en 2009 à l'Université Paris-Sud d'Orsay.
De 2002 à 2011, il est chargé de recherches au CNRS à Orsay, de 2011 à 2013 directeur de recherches à l'IRMA de Strasbourg et, à partir de 2013, à l'Institut de mathématiques de Jussieu à Paris.
Fargues travaille sur le  programme de Langlands, les variétés de Shimura, les groupes p-divisibles (en) et leurs espaces de modules et la théorie  théorie de Hodge p-adique (en). En 2014 il énonce une conjecture sur la géométrisation de la  correspondance de Langland locale à l'aide de la notion de « courbe fondamentale » d'une théorie de Langlands p-adique, notion introduite par lui et Fontaine (aussi appelée courbe de Fargues-Fontaine
).

## Prix et distinctions
Chargé du cours Peccot au Collège de France au printemps 2004, Prix Petit d'Ormoy, Carrière, Thébault de l’Académie des sciences (2009), "Tsinghua University Loo-Keng Hua Distinguished Lecture", printemps 2018.
Laurent Fargues est conférencier invité au congrès international des mathématiciens 2018 à Rio de Janeiro (La Courbe). Il bénéficie depuis 2017 d'un ERC Advanced Grant.
En 2022 il est lauréat du prix Léonid-Frank.

## Publications (sélection)
- 2004 : « Cohomologie des espaces de modules de groupes p-divisibles et correspondances de Langlands locales », Astérisque, vol. 291,‎ 2004, p. 1–200.
- 2007 : « Application de Hodge-Tate duale d’un groupe de Lubin-Tate, immeuble de Bruhat-Tits du groupe linéaire et filtrations de ramifications », Duke Math J., vol. 140, no 3,‎ 2004 (arXiv 0604252).
- 2008 : avec Alain Genestier et Vincent Lafforgue, L’isomorphisme entre les tours de Lubin-Tate et de Drinfeld, coll. « Progress in Mathematics » (no 262), 2008 (arXiv 0604252).
- 2009 : « Filtration de monodromie et cycles evanescents formels », Inventiones Mathematicae, vol. 177,‎ 2009, p. 281–305 (arXiv 0511448).
- 2011 : avec Jean-Marc Fontaine, Vector bundles and p-adic Galois representations, coll. « AMS/IP Studies in Advanced Mathematics » (no 51), 2011.
- 2014 : avec Jean-Marc Fontaine, « Vector bundles on curves and p-adic Hodge theory », dans Automorphic Forms and Galois Representation, Cambridge University Press, coll. « London Mathematical Society Lecture Note Series » (no 415), 2014 (zbMATH 1353.14033), p. 17-104.
- 2016 : avec Jean-Marc Fontaine (préf. Pierre Colmez), Courbes et fibrés vectoriels en théorie de Hodge p-adique, Société mathématique de France, coll. « Astérisque » (no 406), 2018, 382 p. (lire en ligne).
- 2022 : « Groupes analytiques rigides p-divisibles II », Mathematische Annalen,‎ 2022 (DOI 10.1007/s00208-022-02453-1, lire en ligne).